# 6673 Degas
6673 Degas este o planetă minoră (asteroid), cu un diametru de 12,474 km, din centura de asteroizi. A fost descoperită pe 25 martie 1971 la Observatorul Palomar de Cornelis Johannes van Houten și a fost numită după Edgar Degas. 
Obiectul prezintă o orbită caracterizată de o semiaxă mare de 2,4306393 UAi, o excentricitate de 0,21, o înclinație de 3,9725 ° în raport cu ecliptica.